# Heinrich Hofmann
Heinrich Hofmann, nome alla nascita Johann Michael Ferdinand Heinrich Hofmann (Darmstadt, 19 marzo 1824 – Dresda, 23 giugno 1911), è stato un pittore tedesco tra la fine del XIX secolo e l'inizio del XX secolo. Era lo zio del pittore tedesco Ludwig von Hofmann. È meglio conosciuto per i suoi numerosi dipinti raffiguranti la vita di Gesù Cristo.

## Biografia
Heinrich Hofmann crebbe in una famiglia che nutriva un profondo interesse per l'arte. Suo padre, sostenitore di Heinrich Karl Hofmann (1795-1845) dipingeva ad acquerello, sua madre Sophie Hofmann, nata Volhard (1798-1854) dava lezioni d'arte prima di sposarsi e i suoi quattro fratelli mostravano talento artistico. Heinrich, tuttavia, era l'unico per il quale l'arte non era solo una professione, ma il centro della sua vita.
Hofmann ricevette le sue prime lezioni d'arte dall'incisore di rame Ernst Rauch a Darmstadt. Poi, nel 1842, entrò all'Academia d'Arte di Düsseldorf e frequentò le lezioni di pittura di Theodor Hildebrandt. Successivamente fu accettato nello studio di Wilhelm von Schadow e lì creò il suo primo grande dipinto: Una scena della vita di Alboino, re dei Langobardi.
Successivamente viaggiò nei Paesi Bassi e in Francia per intensificare i suoi studi d'arte. Nel 1846 Hofmann visitò l'Accademia d'Arte di Anversa. Dopo aver passato un periodo più lungo a Monaco di Baviera, tornò a Darmstadt nel 1848 e in quel periodo iniziò una fase intensiva di ritrattistica. Il giovane artista scoprì che le attività politiche della sua famiglia avevano aperto molte porte a persone influenti del tempo. Ciò gli diede l'opportunità di creare due ritratti di Heinrich von Gagern e uno di Justus von Liebig (questo ritratto è ora in possesso della regina del Regno Unito). Nel 1851 Hofmann andò a Dresda per visitare la galleria d'arte. Nel 1853 si recò a Praga per dipingere il ritratto di Dr. Beer, Gran Gran Maestro della Confraternita dei Cavalieri della Croce.
Nel 1853 Hofmann tornò a Darmstadt e all'inizio del 1854, la sua amata madre morì. Fu profondamente commosso dalla sua morte e questo lo ispirò a dipingere la sua prima grande opera religiosa: Sepoltura di Cristo.

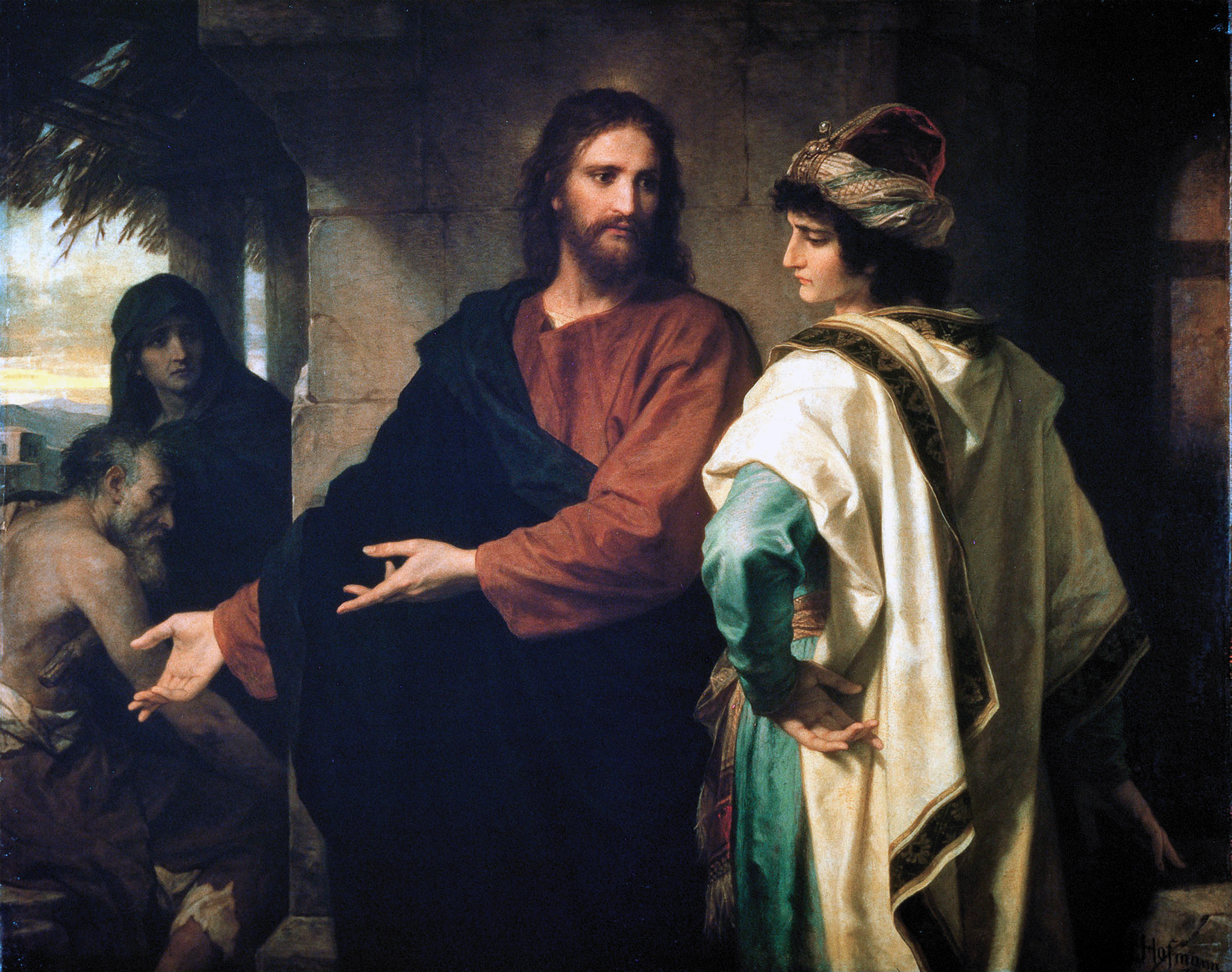
Cristo e il giovane ricco, 1889

Nell'autunno del 1854 iniziò un viaggio in Italia. La sua prima sosta più lunga fu a Venezia e usò quel periodo per studiare Giorgione, Bellini e Giotto (nella vicina Padova). Dopo aver proseguito per Firenze, dove Hofmann soggiornò per due mesi, si recò poi a Roma nel gennaio 1855. L'ampia corrispondenza con la sua famiglia e i suoi diari dettagliati trasmettono un'impressione del suo modo di dipingere in quel periodo. Fu profondamente impressionato dalle opere d'arte dell'Antichità, del Cristianesimo e del Rinascimento.
Non molto tempo dopo il suo arrivo a Roma fu presentato a Peter von Cornelius (1783-1867) e gli fece spesso visita. Quando iniziò il suo capolavoro L'arresto di Gesù nel 1854, questo lavoro ha risvegliò l'interesse di Cornelius e per 4 anni accompagnò Hofmann con i suoi consigli e le sue critiche costruttive. Nel 1858 il dipinto fu terminato e acquistato dalla Galleria d'arte del Granducato di Darmstadt. (È ancora lì - non in mostra ma negli archivi del Landesmuseum Hessisches.)
Nel 1858 Hofmann tornò a Darmstadt e l'anno seguente sposò Elisabeth Werner. La coppia non ebbe figli. Iniziò un altro periodo di ritratti. Inoltre Hofmann creò una grande pala d'altare per la chiesa di Obermörlen (Assia): Madonna con Cristo Bambino e apostoli Paolo e Pietro. Qualche tempo dopo fu dipinta una pala d'altare per la Chiesa di Væggerløse (Danimarca): Il Cristo risorto.
Nel 1862 Hofmann e sua moglie si trasferirono a Dresda. Si dedicò sempre di più al genere dei dipinti religiosi. Nel 1870 Heinrich Hofmann fu nominato successore del professor Johann Carl Baehr dell'Accademia d'arte di Dresda, di cui era già membro onorevole. Nel 1872 il re Giovanni di Sassonia gli conferì la grande medaglia d'oro e in seguito ricevette la medaglia di Albrecht dal re Alberto. Nel 1891 la moglie di Hofmann morì e subito dopo si ritirò dall'Accademia d'arte di Dresda. Anche se aveva smesso di lavorare per l'Accademia è ovvio dalle sue lettere che nella vita privata continuò a creare molte opere d'arte fino alla sua morte, il 23 giugno 1911.

## Corpo dei lavori

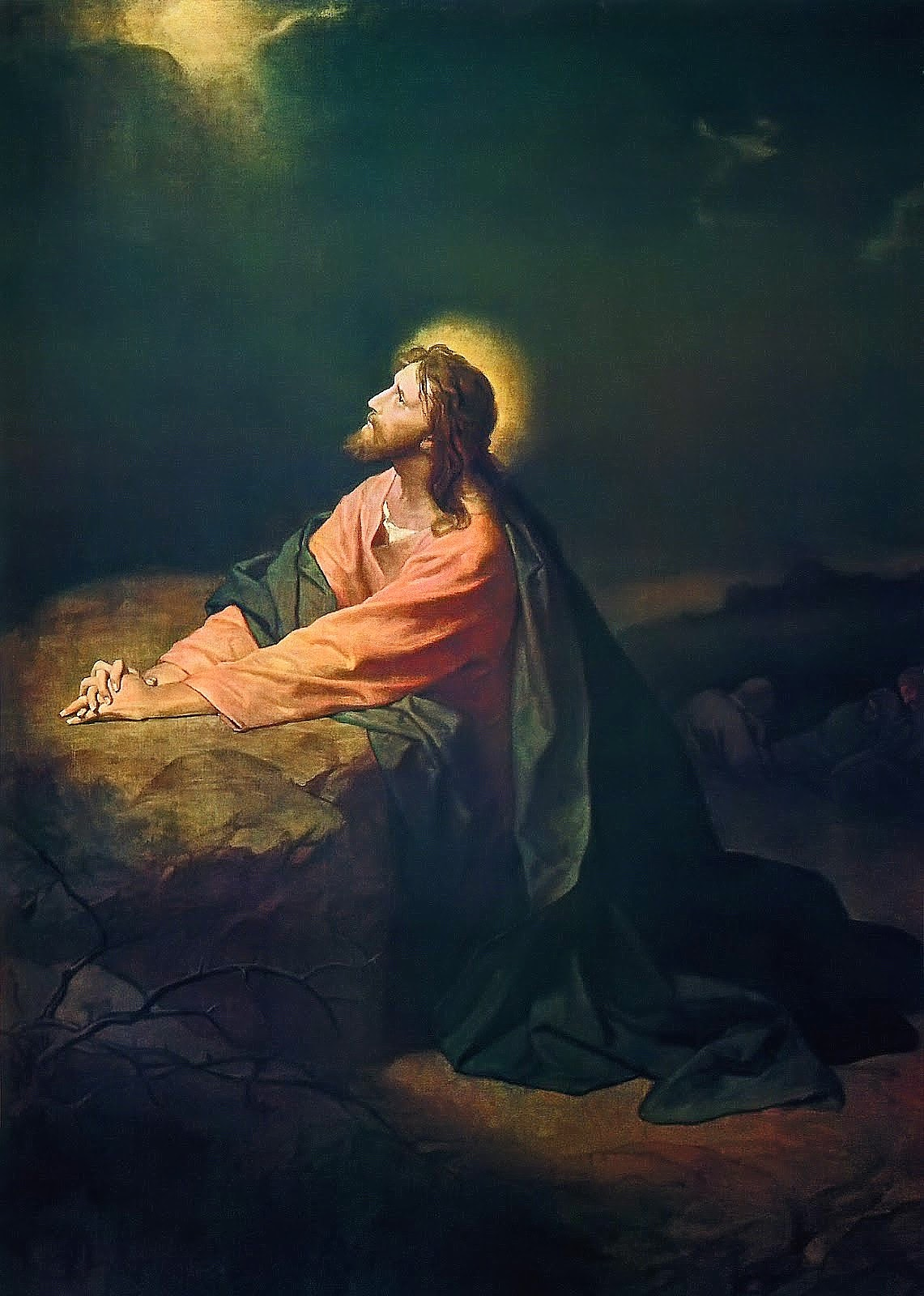
Cristo nel Getsemani, 1890

Quattro delle opere più famose di Hofmann sono in possesso della Riverside Church di New York: Cristo e il giovane ricco sovrano, Cristo nel Getsemani, Cristo nel tempio e Immagine di Cristo. Secondo le informazioni della Riverside Church, il dipinto Cristo nel Getsemani è senza dubbio uno dei dipinti più copiati al mondo.
Il corpo religioso del lavoro di Hofmann ha acquisito importanza negli anni passati. Una delle ragioni della crescente popolarità delle sue opere è la pubblicazione dei suoi dipinti e disegni a matita raffiguranti la vita di Gesù Cristo in La seconda venuta di Cristo, l'interpretazione dei Vangeli di Paramahansa Yogananda, il fondatore della Self-Realization Fellowship, che portò gli insegnamenti del Kriyā Yoga in Occidente.
Heinrich Hofmann era uno dei pittori più importanti del suo tempo. Il Sunday Strand - a quel tempo una rivista britannica molto popolare - lo descrive come il più influente pittore tedesco contemporaneo. Lo stile pittorico di Hofmann era unico nel suo genere ma allo stesso tempo fondava il suo lavoro sull'arte tradizionale dei vecchi maestri tedeschi, olandesi e italiani. Mentre era a Roma, entrò in contatto con i Nazareni - specialmente attraverso l'influenza di Cornelius - ma per tutta la sua vita rimase fedele ai grandi esempi del Rinascimento. I dipinti religiosi sono al centro del lavoro di Hofmann; ma creò anche numerosi ritratti e immagini che ritraggono temi mitologici e storici.

## Lavori scelti
Tre dei suoi dipinti furono acquistati da John D. Rockefeller Jr.: la copia in studio del 1882 di Cristo nel Tempio (1881), Cristo e il giovane ricco (1889) e Cristo nel Getsemani (1890). Questi ora sono esposti alla Riverside Church di New York City.
- Scena della vita di Alboino, re dei Langobardi, 1845
- Heinrich von Gagern, 1848, primo ritratto, in possesso della famiglia Gagern
- Heinrich von Gagern, 1848, secondo ritratto, Stadtmuseum Stettino
- Justus von Liebig, ritratto intorno al 1849, in possesso della regina del Regno Unito
- Peter von Cornelius, ritratto intorno al 1850, Darmstadt, Institut Mathildenhöhe
- Autoritratto, Institut Mathildenhöhe, Darmstadt
- Lo scultore Ernst Hähnel, Gemäldegalerie Neue Meister, Dresda
- Sepoltura di Cristo, 1854, proprietario ignoto
- L'arresto di Cristo, 1858, Hessisches Landesmuseum, Darmstadt
- Santa Maria con Gesù Bambino e apostoli, 1860, pala d'altare per chiesa a Ober-Mörlen (Assia)
- Cristo risorto, 1867, pala d'altare per chiesa a Væggerløse, Danimarca
- L'adultera davanti a Cristo, 1868, Gemäldegalerie Neue Meister, Dresda
- Disegni per la Brockhaus Shakespeare-Galerie, 1870
- Predicazione di Cristo nel mare di Galilea, 1875, prima Nationalgalerie di Berlino, poi prestito all'amministrazione della chiesa di Kassel (Assia), distrutta durante la seconda guerra mondiale
- Impegno del principe Albrecht von Wettin con Zedena von Böhmen, 1878, pittura murale, Albrechtsburg, Meißen
- Apoteosi degli eroi del dramma greco, 1876, grande soffitto dipinto nel teatro reale, Dresda
- Gesù nel tempio (originale), 1881, Gemäldegalerie Neue Meister, Dresda
- Gesù nel tempio (copia fatta nello studio di Hofmann: in parte fatto sotto la sua supervisione, in parte da lui stesso), 1882, Riverside Church, New York
- Gesù nel tempio, 1884, Kunsthalle Amburgo
- Ricordati di me, 1885, portfolio con disegni raffiguranti la vita di Gesù
- Vieni a me, 1887, porta con disegni raffiguranti la vita di Gesù
- Cristo con Maria e Marta, 1888, Tempio Self-Realization Fellowship, Hollywood, Los Angeles
- Cristo e il giovane ricco, 1889, Riverside Church, New York
- Cristo nel Getsemani, 1890, Riverside Church, New York
- Pace a voi, 1891, portfolio con disegni raffiguranti la vita di Gesù
- Immagine di Cristo, 1894, Riverside Church, New York